# Dendrochaetus acarus
Dendrochaetus, Dendrochaetidae
Famille
Genre
Espèce
Dendrochaetus acarus est une espèce d'acariens, la seule du genre Dendrochaetus et de la famille des Dendrochaetidae.

## Distribution
Cette espèce a été découverte à Potchefstroom en Afrique du Sud.

## Taxonomie
Créé sous le nom de Dendrodus acarus Olivier, 2008, le nom du genre est préoccupé par Owen, 1841 (Pisces), il a donc été remplacé par Dendrochaetus.